# Peter Adler (Soziologe)
Peter Adler (* 2. Februar 1952 in New York City) ist ein US-amerikanischer Soziologe und emeritierter Professor der University of Denver.
Adler machte das Bachelorexamen im Fach Soziologie 1973 an der Washington University in St. Louis, einen Master-Abschluss (Sozialwissenschaften) 1974 an der University of Chicago und ein weiteres Master-Examen (Soziologie) 1975 an der University of California, San Diego, wo er 1980 zum Ph.D. promoviert wurde. Nach Stationen als assistant professor an der University of Tulsa und associate professor an der Washington University wurde er 1987 full professor in Denver. Wie seine Ehefrau Patricia A. Adler war er daneben auch Hochschullehrer an der University of Hawaii.
Er forschte und publizierte gemeinsam mit Patricia A. Adler. Zu ihren Forschungsfeldern zählten Kriminalsoziologie und Sozialwissenschaftliche Suchtforschung. Methodisch war das Ehepaar am Symbolischen Interaktionismus orientiert.

## Schriften (Auswahl)
- Herausgeberin mit Patricia A. Adler: Constructions of deviance. Social power, context, and interaction. 8. Auflage, Cengage Learning, Boston 2016, ISBN 978-1-305-09354-6.
- Mit Patricia A. Adler und Patrick K O’Brien: Drugs and the American dream. An anthology. Wiley-Blackwell, Malden 2012; ISBN 978-0-470-67027-9.
- Mit Patricia A. Adler: The tender cut. Inside the hidden world of self-injury. Oxford Univ. Press, New York 2011, ISBN 978-0-8147-0507-0.
- Mit Patricia A. Adler: Sociological odyssey. Contemporary readings in introductory sociology. Cengage Learning, Belmont 2013, ISBN 978-1-111-82955-1.
- Mit Patricia A. Adler: Peer power. Preadolescent culture and identity. 3. Auflage, Rutgers University Press, New Brunswick 2003, ISBN 978-0-8135-2460-3.
- Mit Patricia A. Adler: Backboards & blackboards. College athletes and role engulfment. Columbia University Press, New York 1991, ISBN 0-231-07306-2.
- Momentum, a theory of social action. Sage Publications, Beverly Hill 1981, ISBN 0-8039-1580-2.